# 都匀卫
都匀卫，明洪武二十三年（1390年）改都云县置，治今贵州省都匀市。属贵州都司。弘治七年（1494年）为都匀府治。清康熙十一年（1672年）改都匀县。